# Usini
Usini (sard Usini) és un municipi italià, dins de la província de Sàsser. L'any 2007 tenia 4.182 habitants. Es troba a la regió del Tataresu. Limita amb els municipis d'Ittiri, Ossi, Sàsser, Tissi i Uri

## Administració
| Període | Identitat        | Partit        |
| ------- | ---------------- | ------------- |
| 2006-   | Giuseppe Achenza | Llista cívica |